# 牟梁駅
牟梁駅（モリャンえき）は、大韓民国慶尚北道慶州市にある韓国鉄道公社（KORAIL）の駅である。現在は停車する旅客列車がなく、信号場となっている。

## 歴史
- 1922年12月25日：光明駅（광명역）として開業[1]。
- 1928年12月10日：普通駅に昇格[2]。
- 1939年6月1日：毛良駅に改称。標準軌に改軌の上、現在地に駅舎移転[3]。
- 1997年6月1日：配置簡易駅に降格[4]。
- 2001年7月1日：漢字表記を毛良駅から牟梁駅に変更。ハングル表記はいずれも「모량」であるため変更なし[5]。
- 2004年12月10日：無配置簡易駅に降格[6]。
- 2007年6月1日：当駅に停車する一般列車が全廃。
- 2015年2月24日：乾川連結線および東海線が開業[7]。
- 2017年12月18日：中央線の駅を信号場に格下げ[8]。
- 2021年12月28日：東海線・中央線複線電鉄化に伴い新線上に移設。

## 隣の駅
韓国鉄道公社
京釜高速線 (乾川連結線)
東大邱駅 -（乾川分岐点）- 牟梁駅
東海線
慶州駅 - 牟梁駅 - 西慶州駅
中央線
阿火駅 - 牟梁駅